# Рэббитт, Эдди
Эдвард Томас Рэббитт (англ. Edward Thomas Rabbitt, 27 ноября 1941, Бруклин, Нью-Йорк, США — 7 мая 1998, Нэшвилл, штат Теннесси, США) — американский гитарист, певец и композитор музыки кантри.

## Биография
Родился в семье ирландских эмигрантов. В 12-летнем возрасте увлекся игрой на гитаре. После развода родителей в 16 лет бросил школу. В конце 1950-х гг. работал санитаром, участвовал в конкурсах молодых талантов.
В 1964 г. подписал свой первый контракт с компанией «20th Century Fox Records», выпустившей его синглы «Next to the Note» и «Six Nights and Seven Days».
Свою карьеру начинал как поэт-песенник в конце 1960-х годов. Автор песен, которые исполняли Ронни Милсап, Элвис Пресли, Dr Hook, Том Джонс и др.
Персональный успех пришёл к Э. Рэббитту в 1969 г. после исполнения Элвисом Пресли его песни «Kentucky Rain», ставшей хитом.
В середине 1970-х годов стал исполнять свои песни, и с тех пор он был одним из ведущих авторов и исполнителей музыки кантри и кантри-поп.
Умер в Нэшвилле 7 мая 1998 года от рака легких.

## Дискография
- «I Love a Rainy Night»
- «Every Which Way But Loose» (использована в фильме Клинта Иствуда «Победить любой ценой»)
- «Drinkin' My Baby (Off My Mind)»
- «Do You Right Tonight»
- «Rocky Mountain Music»
- «Two Dollars In the Jukebox»
- «I Can’t Help Myself»
- «We Can’t Go On Living Like This»
- «Hearts On Fire»
- «You Don’t Love Me Anymore»
- «I Just Want to Love You»
- «Pour Me Another Tequila»
- «Gone too Far»
- «Suspicions»
- «Drivin' My Life Away»
- «Step By Step»
- «Someone Could Lose a Heart Tonight»
- «You and I»
- «You Can’t Run From Love»
- «Nothing Like Falling In Love»
- «B-b-b-Burnin' Up With Love»
- «The Best Year of My Life»
- «She’s Coming Back to Say Goodbye»
- «A World Without Love»
- «Repetitive Regret»
- «Gotta Have You»
- «Born to Each Other (Friends and Lovers)»
- «I Wanna Dance With You»
- «The Wanderer»
- «On Second Thought»
- «Runnin' With the Wind»
- «American Boy»
- «Tennessee Born and Bred»

## Награды и премии
- 1977 — Academy of Country Music Awards
- 1979 — Music City News
- 1979, 1980, 1996 — Broadcast Music, Inc. (BMI)
- 1981 — American Music Award
- 1998 — Nashville Songwriters Foundation